# Eksponentna funkcija
Eksponéntna fúnkcija je matematična funkcija z enačbo oblike
f(x) = ax, pri čemer je število a pozitivno in različno od 1. Število a imenujemo osnova ali baza eksponentne funkcije.
Eksponentna funkcija, ki ima za osnovo Eulerjevo število e  ≈ 2.718 281 828  se imenuje naravna eksponentna funkcija: f(x) = ex. To funkcijo se včasih zapiše tudi kot: f(x) = exp x.

## Lastnosti eksponentne funkcije v realnem
Eksponentna funkcija kot realna funkcija realne spremenljivke ima naslednje lastnosti:
- Vrednost funkcije je vedno pozitivna - funkcija je navzdol omejena z 0.
- Eksponentna funkcija je navzgor neomejena.
- Če je osnova a večja od 1, funkcija narašča.
- Če je osnova a med 0 in 1, funkcija pada.

Inverz eksponentne funkcije z osnovo a je logaritemska funkcija z isto osnovo. Inverz naravne eksponentne funkcije je naravna logaritemska funkcija ln x.
Naravna eksponentna funkcija je posebej pomembna v povezavi z odvajanjem in integriranjem: pri teh dveh operacijah se namreč ne spremeni:
{\displaystyle f(x)=e^{x}\Rightarrow f'(x)=e^{x}}
{\displaystyle f(x)=e^{x}\Rightarrow \int f(x)\,dx=e^{x}+C}
Posledica tega je dejstvo, da lahko naravno eksponentno funkcijo zelo preprosto zapišemo v obliki potenčne vrste:
{\displaystyle e^{x}=1+x+{\frac {x^{2}}{2}}+{\frac {x^{3}}{3!}}+{\frac {x^{4}}{4!}}+\cdots }

## Eksponentna funkcija v kompleksnem
Pri računanju vrednosti naravne eksponentne funkcije za kompleksni argument si pomagamo s pravilom:
{\displaystyle e^{iy}=\cos y+i\,\sin y}
Oziroma splošneje:
{\displaystyle e^{x+iy}=e^{x}\cdot e^{iy}=e^{x}(\cos y+i\,\sin y)}
S tem pravilom je povezana tudi slavna Eulerjeva enačba, ki povezuje pet najpomembnejših matematičnih konstant in tri osnovne računske operacije:
{\displaystyle e^{i\pi }+1=0\,}